# Geschwister-Scholl-Gymnasium Berenbostel
Das Geschwister-Scholl-Gymnasium Berenbostel ist ein mathematisch-naturwissenschaftliches Gymnasium im Garbsener Stadtteil Berenbostel. Die Schule wurde 1976 gebaut. Seitdem wurde sie mehrmals umgebaut und erweitert. Mittlerweile gehören zwei Gebäude sowie ein Fußballplatz zum Schulgelände.

## Geschichte der Schule
Im Jahre 1976 fand eine Zusammenlegung der Siebt- und Achtklässlser aus dem damaligen Gymnasium Garbsen und der Orientierungsstufe Berenbostel statt. Zu dieser Zeit bestand zunächst Lehrermangel mit Unterrichtsdefiziten. Dem damaligen Schulleiter gelang es in den folgenden Jahren, die Schule permanent auf- und auszubauen. In den 1980er Jahren war der Ostflügel vom Einsinken im moorigen Baugrund bedroht. Die Schule musste geräumt werden und es wurden baulich Betonpfähle unter den Boden gesetzt. 2011 wurde das Gebäude im Bereich der ehemaligen Bibliothek erweitert und dort eine Mensa für das Schulzentrum errichtet. Im Jahre 2016 feierte die Schule das 40-jährige Bestehen. Das Gymnasium Berenbostel nahm im Jahre 2001 den Namenszusatz „Geschwister-Scholl“ an.
Bekannte Abiturienten der Schule sind der Landesvorsitzende der FDP Niedersachsen, Stefan Birkner (1992) und die Virologin Melanie Brinkmann (1993).

## Fächerangebot
Als besondere Lernzweige gibt es in der Sekundarstufe I die mathematisch-naturwissenschaftliche Klasse, eine gemischte Französisch-Latein-Klasse sowie eine oder zwei Französischklassen. In der 11. Jahrgangsstufe wurden diese Klassen bis zur Einführung des Abiturs nach 12 Jahren in neue Klassenverbände aufgeteilt, in die Europaklasse (Schwerpunkt Verständigung in Europa und Europapolitik), die MUKK-Klasse (Methoden und Kommunikationskompetenz) sowie die 0°-Celsius-Klasse (mathematisch-naturwissenschaftlicher Teil).

### Bands und Chor
Die Schulband Big Band Berenbostel belegte in bundesweiten Wettbewerben regelmäßig vordere Plätze. Daneben gibt es noch eine Stageband und den Chor. Für die Schüler, die von der Grundschule auf das Gymnasium wechseln, besteht die Möglichkeit über zwei Jahre ein Instrument zu erlernen und dann in die Stage- oder Bigband einzutreten. Auch in der sogenannten Bläserklasse werden Liveauftritte möglich. Einmal in der Woche hat man in kleinen Gruppen die Möglichkeit, sich im Instrumentalunterricht zu verbessern und zu üben. Die Chorklasse, in die man für zwei Jahre eintreten kann, fördert bei jedem Mitglied musikalisches Gesangstalent im Rahmen der sogenannten Stimmbildung. Sie trifft sich für eineinhalb Stunden außerhalb der bestehenden Schulzeit.

## Namensgebung
Mit der Annahme des Namens der Geschwister Scholl macht es sich die Schule zum Motto, junge idealistische Menschen darin zu bestärken und zu fördern, ihrem Gewissen verpflichtet aktiv und engagiert mit Zivilcourage Widerstand zu leisten – insbesondere gegen Fremdenfeindlichkeit, Neonazismus, jegliche Form von Gewalt z. B. gegen Behinderte und politisch Andersdenkende sowie dumpf-konsumierenden Zeitgeist. Ein wichtiges Erkennungszeichen der Schule ist eine stilisierte Rose, die an die Widerstandsorganisation Weiße Rose erinnern soll. Sie ist auf sämtlichen Schuldokumenten abgedruckt und befindet sich auf vielen Türschildern. Im Foyer des Hauptgebäudes sind eine Collage und mehrere Info-Texte angebracht, die sich kritisch mit der Zeit des Nationalsozialismus auseinandersetzen.

## Partnerschulen
- North Allegheny Intermediate und Senior High School, Pittsburgh, USA
- College „Pierre et Marie Curie“ Gravelines, Frankreich